# Resolución 866 del Consejo de Seguridad de las Naciones Unidas
La resolución 866 del Consejo de Seguridad de las Naciones Unidas, aprobada por unanimidad el 22 de septiembre de 1993, después de reafirmar las resoluciones 813 (1993) y 856 (1993), el Consejo señaló que la participación de las Naciones Unidas contribuiría significativamente a la aplicación efectiva del Acuerdo de Paz en Liberia y continuó establecer la Misión de Observadores de las Naciones Unidas en Liberia (UNOMIL, por sus siglas en inglés).
El Consejo tomó nota del acuerdo de paz firmado el 25 de julio de 1993 y pidió ayuda al Grupo de Supervisión de la Comunidad Económica de los Estados de África Occidental (ECOMOG) para su aplicación. La Comunidad Económica de Estados de África Occidental (CEDEAO) sería responsable de la implementación de los términos militares del acuerdo, mientras que las Naciones Unidas supervisarían, muy en segundo plano. Sería la primera vez que una misión de mantenimiento de la paz de las Naciones Unidas cooperaría junto con una misión de mantenimiento de la paz ya existente de otra organización. Se destacó la importancia de una estrecha cooperación entre la UNOMIL, el ECOMOG y la Organización de la Unidad Africana (OUA). Al mismo tiempo, el Consejo acogió con satisfacción el establecimiento del Comité Conjunto de Seguimiento del Alto el Fuego (JCMC) integrado por tres partidos liberianos, el ECOMOG y las Naciones Unidas, y que el Acuerdo de Paz exigía que se celebraran elecciones en un plazo de siete meses.
Posteriormente, la UNOMIL se estableció bajo la dirección del Secretario General través de su Representante Especial por un período de siete meses, con la condición de que continuará después del 16 de diciembre de 1993 sólo después de que el Consejo examine si se han realizado progresos en el acuerdo. La misión incluiría observadores militares, personal médico, de ingeniería, comunicaciones, transporte, electoral y de apoyo, de conformidad con el informe del Secretario General, y tendría el siguiente mandato:
(a) investigar las violaciones del alto al fuego;
(b) asegurar el cumplimiento del acuerdo de paz;
(c) monitorear el proceso electoral;
(d) ayudar en la coordinación de la asistencia humanitaria;
(e) desarrollar un plan y evaluar las necesidades financieras para la desmovilización de los combatientes;
(f) denunciar violaciones del derecho internacional humanitario;
(g) capacitar al personal del ECOMOG en el proceso del desminado;
(h) cooperar con el ECOMOG en sus funciones.
Se acogió con satisfacción la intención de Butros-Ghali de definir los roles y responsabilidades de la UNOMIL y la CEDEAO en la implementación del Acuerdo de Paz, solicitando a los estados africanos que proporcionen tropas cuando sea necesario para el ECOMOG. El Secretario General ha establecido un fondo a través del cual los Estados miembros pueden contribuir a la misión.
La resolución exhortó a las partes en Liberia a desarmarse y desmovilizarse. El Consejo de Seguridad acogió con beneplácito su decisión de formar un gobierno provisional y se le instó a firmar un acuerdo sobre el estado de la misión dentro de los sesenta días posteriores a la instalación de la UNOMIL. Se indicó que se finalizaran los preparativos de la Comisión Electoral para que pudiera comenzar la organización de las elecciones para marzo de 1994, que se celebrarían según lo previsto en el acuerdo de paz. Por último, fueron convocados para trabajar en la distribución segura de suministros de socorro y proteger a la UNOMIL y al personal humanitario, y solicitaron al Secretario General que informara el 16 de diciembre de 1993 y el 16 de febrero de 1994 sobre la aplicación de la resolución actual.